# Hubert-Jan Henket

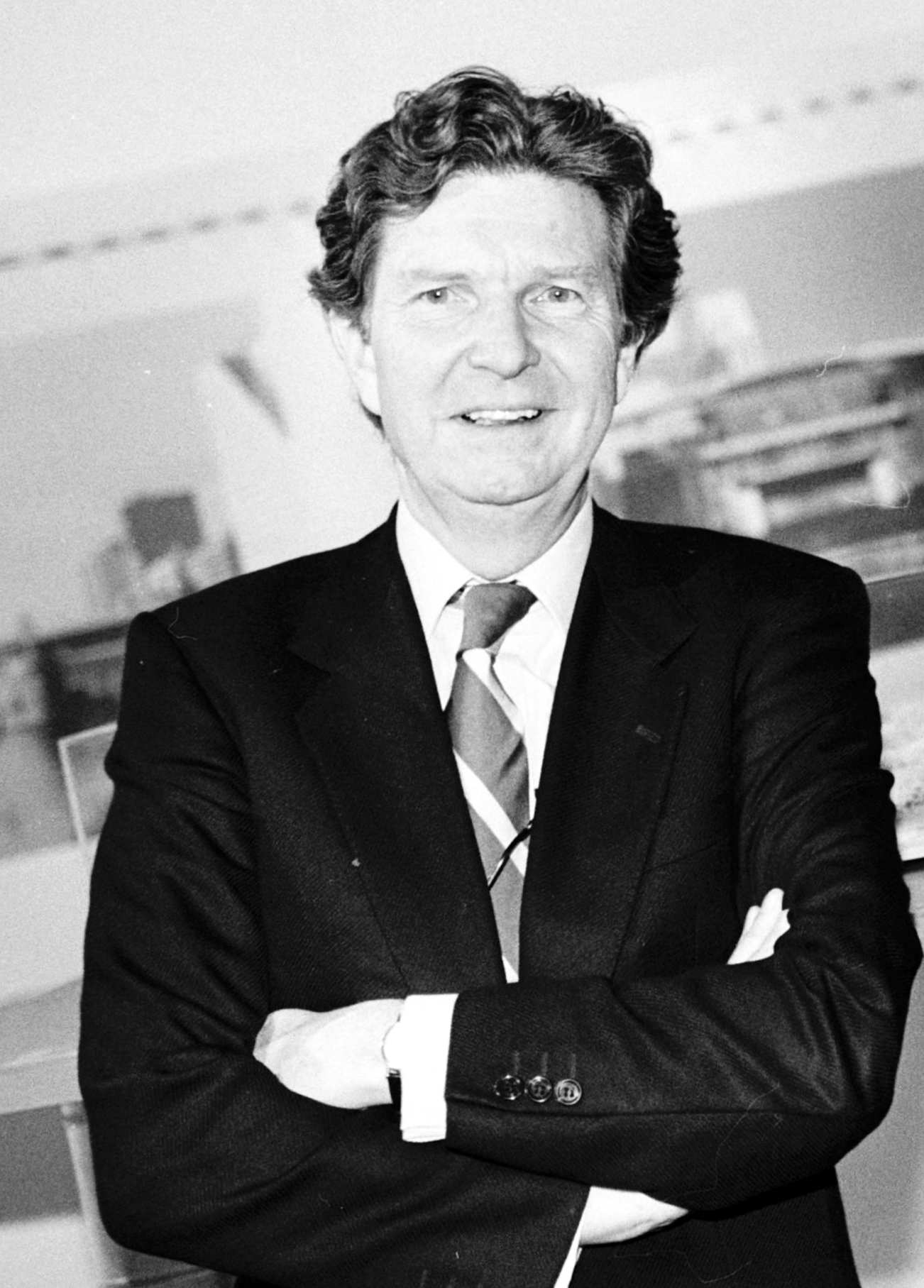
Hubert-Jan Henket, 1997

Teylers Museum, Haarlem

Hubert-Jan Henket (Heerlen, 11 maart 1940) is een Nederlandse architect en professor. Hij is gespecialiseerd in de relaties tussen oud- en nieuwbouw, herbestemming, renovatie en restauratie. Sinds 2010 werkt het bureau onder de naam BiermanHenket. Het is gevestigd in Esch en lid van de Branchevereniging Nederlandse Architectenbureaus. Hij is medeoprichter van Docomomo International, een organisatie voor het behoud en ter bescherming van moderne architectuur.

## Opleiding en loopbaan
Henket groeide op in Heerlen, waar zijn vader als ingenieur bij de Staatsmijnen werkte. Hij is een broer van fotografe Bertien van Manen. In 1969 studeerde Henket cum laude af aan de faculteit Bouwkunde van de Technische Hogeschool Delft. Hij studeerde bij de hoogleraren Jaap Bakema en Aldo van Eyck. In 1969 en 1970 studeerde hij met een beurs van de Finse regering Stedenbouwkunde aan Teknillinen korkeakoulu, de technische universiteit in Helsinki. In Finland werkte hij voor architect Reima Pietilä.
Vanaf 1971 was Henket betrokken bij het onderwijs in de architectuur. Hij begon als docent aan 'The Bartlett', de faculteit Bouwkunde van het University College London. Van 1976 tot 1984 was hij wetenschappelijke hoofdmedewerker renovatietechniek aan de Technische Hogeschool Delft. Tussen 1984 en 1998 was hij hoogleraar bouwtechniek aan de Technische Universiteit Eindhoven. Vanaf 1998 tot aan zijn emeritaat in 2005 was hij hoogleraar architectuur aan de Technische Universiteit Delft.
Tussen 1971 en 1974 werkte hij voor het architectenbureau Castle Park Dean Hook architects in Londen. Tussen 1974 en 1976 was hij namens ditzelfde architectenbureau directeur van de Housing Renewal Unit in Londen. In 1976 begon hij vervolgens in Nederland zijn eigen architectenbureau, Hubert-Jan Henket architecten. In 2005 gaf hij de leiding over aan ir. Janneke Bierman en veranderde de naam in Henket en partners architecten. Sinds 2010 heet het bureau BiermanHenket.

## Werken

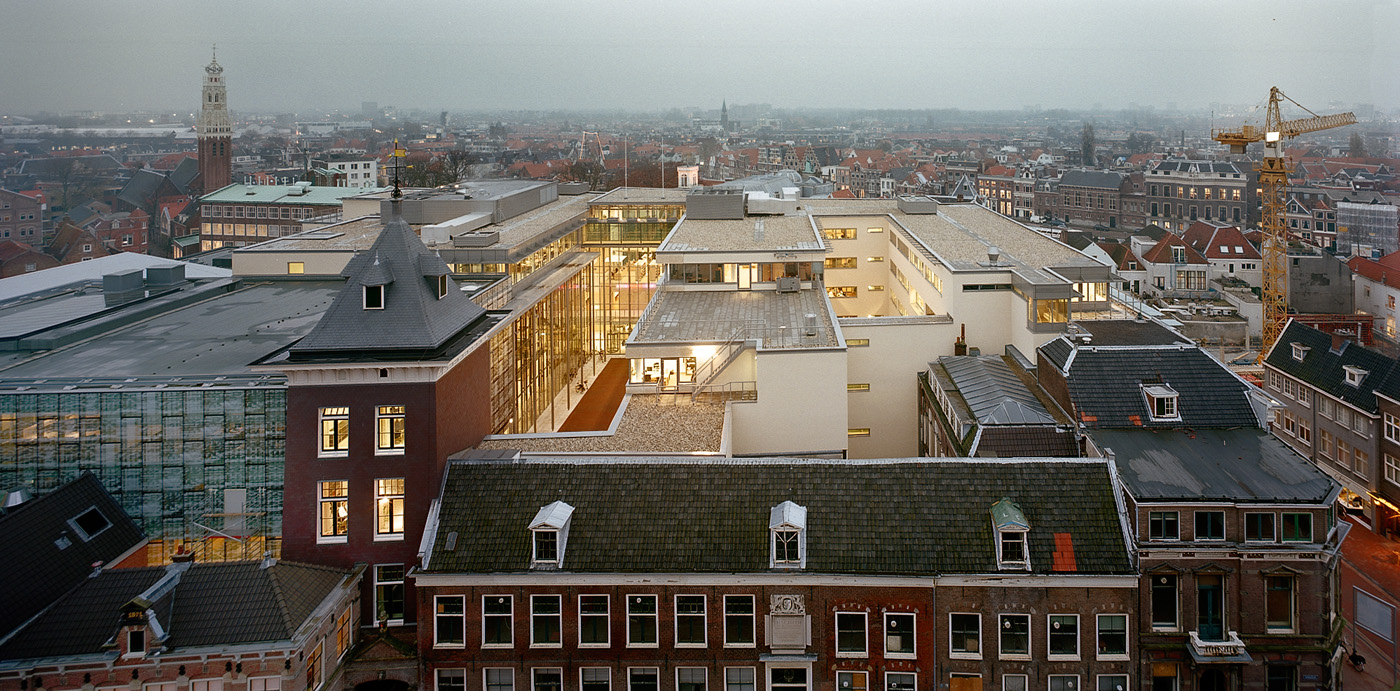
Gerechtsgebouw de Appelaar, Haarlem

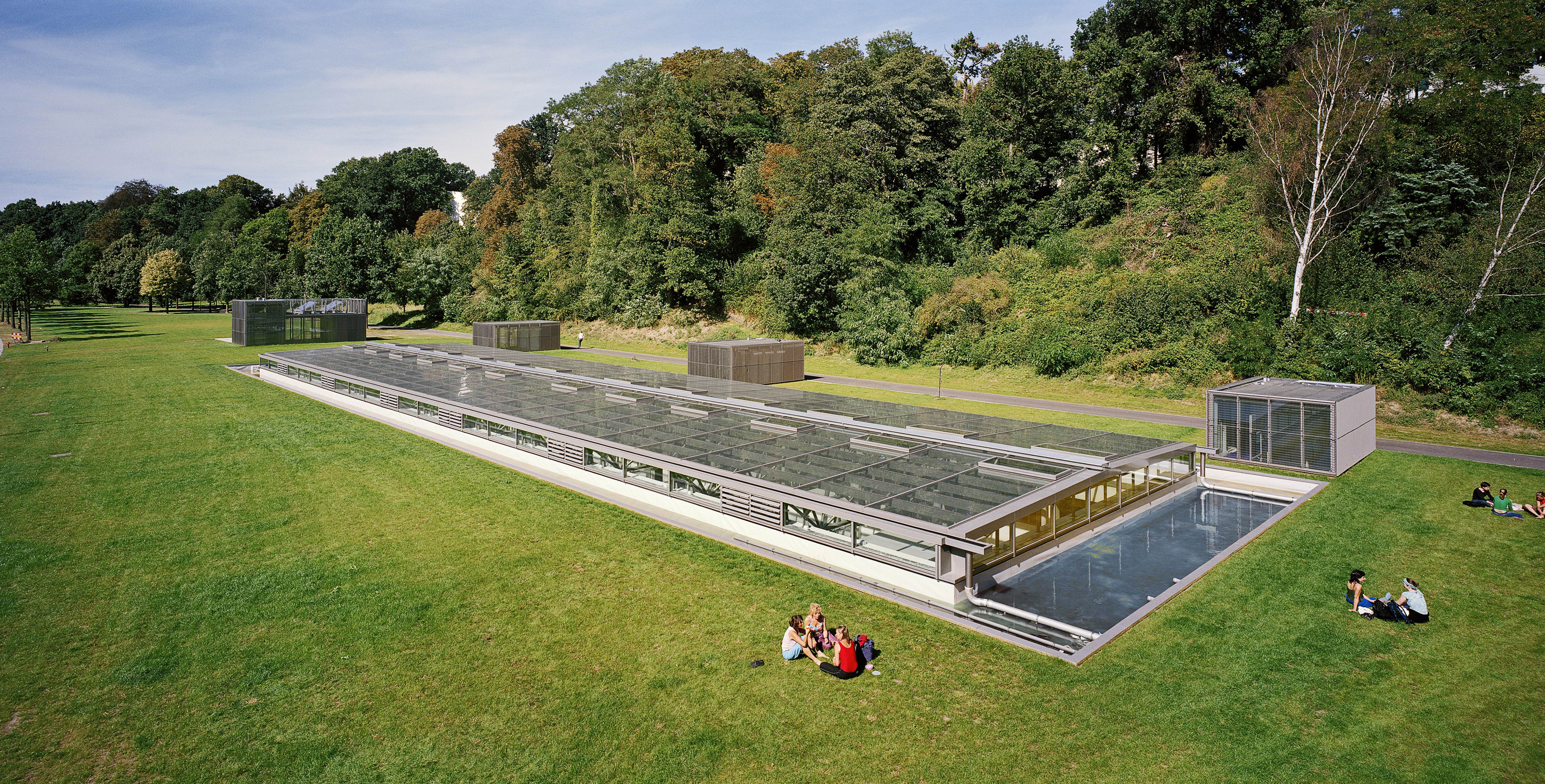
Faculteit voor Dans en Theater ArtEZ, Arnhem

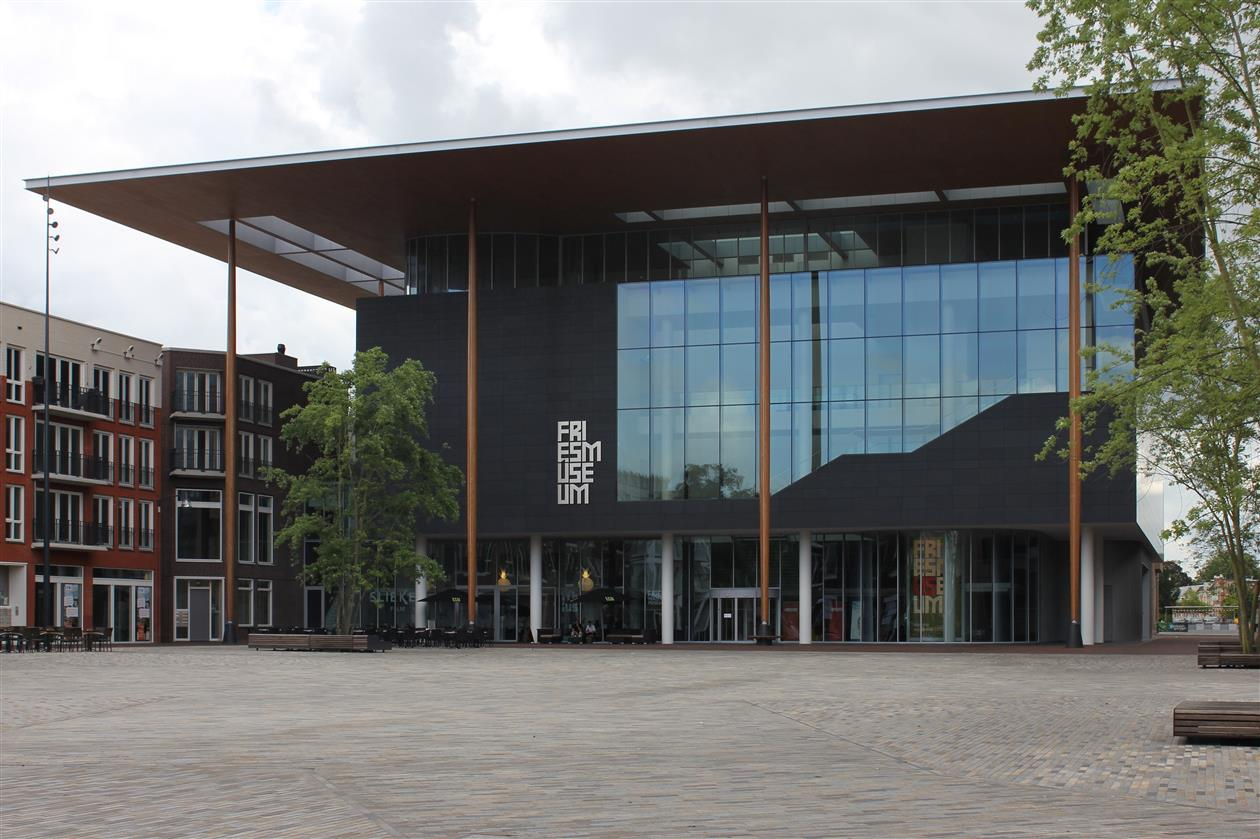
Fries Museum te Leeuwarden (2013)

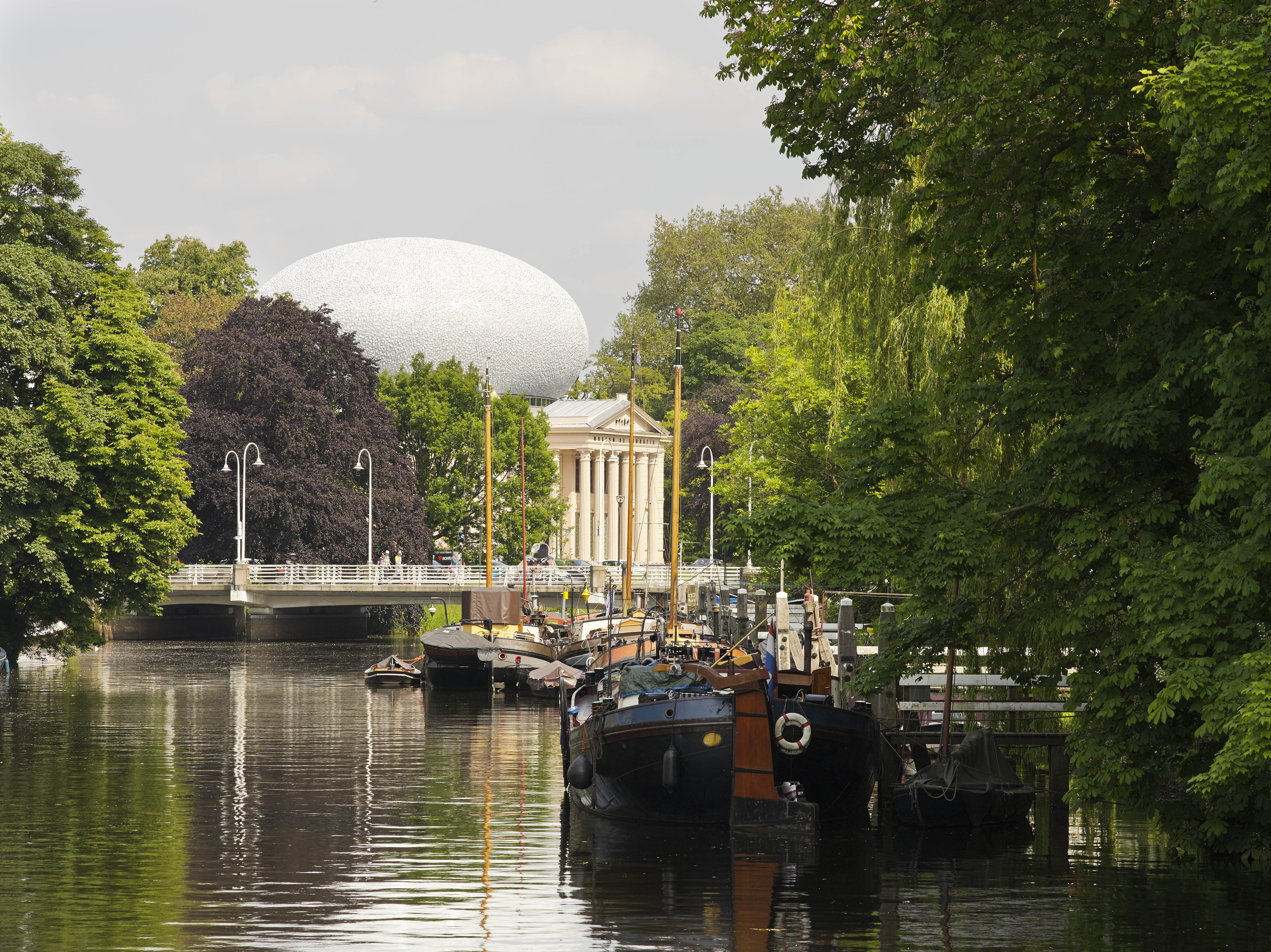
De Fundatie, Zwolle

## Nieuwbouw
Henket is met zijn bureau onder andere verantwoordelijk voor het hoofdkwartier van the White Fathers in Dar es Salaam Tanzania (1983),de gerechtsgebouwen in Middelburg (1995) en Haarlem (2005), het Maastheater in Rotterdam (1997), het Rijkswaterstaat gebouw Céramique in Maastricht (1999), de Hortus Botanicus in Leiden (2000), de Nederlandse Ambassade in Bangkok Thailand samen met Janneke Bierman (2005), de ondergrondse faculteit voor theater en dans van de ARTEZ Hoge School in Arnhem (2005), het Fries Museum in Leeuwarden (2012) en woonhuizen in Batoemi (Georgië, 2006) en de Grote Karoo (Zuid-Afrika, 2010). Van 1996 tot 2008 was hij supervisor voor architectuur en stedenbouw van de luchthaven Schiphol. Sinds 2003 is hij lid van het kwaliteitsteam Hart van Zuid in Hengelo en vanaf 2010 is hij lid van het kwaliteitsteam Afsluitdijk.

## Transformaties
Voorbeelden hiervan zijn het Teylers Museum in Haarlem (1994 en 2002), het van Beuningen-de Vriese paviljoen in museum Boijmans van Beuningenin Rotterdam (1991), Singer Laren (1994), Museum Catharijneconvent in Utrecht (1994), de Verkade Fabriek in 's-Hertogenbosch (2004), het Brabants Museum in 's-Hertogenbosch samen met Janneke Bierman (2012), museum de Fundatie in Zwolle (2013) en paleis Huis ten Bosch in Den Haag (2019).

## Restauraties
Voorbeelden van restauraties van 20ste-eeuwse gebouwen zijn de kunstacademie van Gerrit Rietveld in Arnhem (1997) en sanatorium Zonnestraal van Jan Duiker in Hilversum samen met Wessel de Jonge (2002 en 2008). Hij was supervisor van de beurs van Berlage in Amsterdam, adviseur bij de restauratie van Còllège Néerlandais in Parijs en de Jahthunderthalle in Wroclav Polen.

## Prijsvragen
Henket nam onder andere deel aan de besloten prijsvragen voor het Nederlands Architectuur Instituut NAi in Rotterdam (1988), het Rijksmuseum in Amsterdam (2001) en het Stedelijk Museum in Amsterdam (2004) .

## Docomomo International
Samen met Wessel de Jonge heeft Henket in 1988 Docomomo International opgericht, een non-profitorganisatie die zich richt op de documentatie en het behoud van gebouwen, landschappen en buurten van de moderne beweging. Deze organisatie heeft inmiddels afdelingen in 76 landen en 7 International Specialist Committees. In 2002 werd hij Honorary President van Docomomo international.

## Onderscheidingen
In 1999 won Henket de Prins Bernhard Cultuurfonds Prijs voor zijn gehele oeuvre. In 2003 werd hij benoemd tot Ridder in de Orde van de Nederlandse Leeuw. In 2004 kreeg hij de BNA kubus van de Nederlandse Bond van Architecten. Andere prijzen die Henket heeft gewonnen, zijn onder meer de Victor de Steursprijs, de Schreuderprijs voor de ondergrondse uitbreiding van de Hogeschool voor de Kunsten (ARTEZ) in Arnhem en de Bouwprijs 2005. In 2010 ontving hij samen met Wessel de Jonge 'The World Monument Fund/Knoll Modernism Prize' voor de restauratie van sanatorium Zonnestraal. In 2013 was er een bekroning met de Dutch Design Awards, voor het exterieur van het nieuwe bouwvolume op Museum de Fundatie, dat is afgewerkt met een witblauwe huid van 55000 tegels van de Koninklijke Tichelaar. In 2015 werd hij 'Honorary Fellow of the Royal Institute of the Architects of Ireland'.

## Publicaties
- Een verhaal over Russen ,Hubert-Jan Henket, Forum jaargang/volume XXI, nr2 en 3, maart 1969.
- Bouwen is dienstverlenen: op zoek naar geschikte technologie; ontwerpen is balanceren, Prof.ir. H.A.J. Henket (1986); Inaugurele rede TU Eindhoven
- Bouwtechnisch onderzoek 'Jongere bouwkunst'; Deel 1: Methode restauratiekeuze, H.A.J. Henket, W. de Jonge, gezamenlijke uitgave van de TU Delft en de TU Eindhoven (1987); in opdracht van de Rijksdienst voor de Monumentenzorg
- Bouwtechnisch onderzoek 'Jongere bouwkunst'; Deel 2: Demonstratie Dresselhuys paviljoen, gezamenlijke uitgave van de TU Delft en de TU Eindhoven (1987), in opdracht van de Rijksdienst voor de Monumentenzorg
- Conference proceedings: first international conference, September 12-15, 1990, H.A.J. Henket, Wessel de Jonge, gezamenlijke uitgave van de Technische Universiteit Eindhoven en de Rijksdienst voor Archeologie, Cultuurlandschap en Monumenten (1991), ISBN 9038600615
- Het Nieuwe Bouwen en restaureren: het bepalen van de gevolgen van restauratiemogelijkheden: onderzoek, H.A.J. Henket, W. de Jonge, gezamenlijke uitgave van de Rijksdienst voor de Monumentenzorg en SDU (1990), ISBN 9012065402
- Takamasa Kuniyasu: return to the self, H.A.J. Henket, Paul Panhuysen, Lucas van Beeck, Het Apollohuis (1992), ISBN 9071638162
- Erflaters van de kortstondigheid, Prof.ir. Hubert-Jan Henket, afscheidsrede TU Delft, 11 november 2005.
- Back from Utopia: the challenge of the Modern Movement, H.A.J. Henket, Hilde Heynen; John Allan, Wessel de Jonge, 010 Publishers (2002), ISBN 9064504830
- Sanatorium Zonnestraal - Geschiedenis en restauratie van een modern monument, Paul Meurs, Marie-Thérèse van Thoor, NAi publisher (2010), ISBN 9789056626952
- Waar Nieuw en Oud Raken, een pleidooi voor houdbare moderniteit in architectuur, H.A.J. Henket, Lecturis (2003), ISBN 9789462260009

## Documentaire
In 1999 zond de NPS in het programma Uur van de Wolf de televisiedocumentaire Hubert-Jan Henket, man van staal, hout en glas uit.

## Exposities
In 2007 hebben het Fries Museum in Leeuwarden en het Glaspaleis in Heerlen, tentoonstellingen gewijd aan Henkets werk.